# Abbeyleix Abbey
Abbeyleix Abbey (irisch Mainistir Laoise; Lex Dei; Leix) ist eine ehemalige Zisterziensermönchsabtei in Abbeyleix im County Laois 14 km von Port Laoise in Irland, am Ufer des River Nore rund 50 km oberhalb von Jerpoint Abbey. 

## Geschichte
Das Kloster wurde 1183 von Connor O’Moore gegründet; der Gründungskonvent aus Baltinglass Abbey traf aber erst im Folgejahr ein. Es gehörte damit der Filiation der Primarabtei Clairvaux an. Es war im 15. und 16. Jahrhundert sehr arm mit einem Jahreseinkommen von nur 3 Pfund. Die Abtei wurde 1552 vom König eingezogen und 1563 wurden die Ländereien Thomas, dem Earl of Ormond, überlassen. Der Konvent blieb jedoch bestehen und die früheren Mönche waren als Pfarrgeistliche tätig. Das Kirchenschiff blieb noch über 200 Jahre in Benutzung, bis das baufällige Gebäude durch eine protestantische Kirche ersetzt wurde. Auch die Abteigebäude verschwanden. Das Dorf Abbeyleix wurde im 18. Jahrhundert durch eine Plananlage des Viscount de Vesci ersetzt.

## Bauten und Anlage
Erhalten sind nur ein Grabdenkmal für Malachy O’More aus dem Jahr 1502 und eine Grabplatte zum Gedächtnis an William O’Kelly aus dem Jahr 1531. Auf dem Gut des Viscount de Vesci befindet sich in einem abgezäunten Garten ein Lapidarium.